# Maynätverket
Maynätverket, även kallat Nätverket May, är ett kriminellt nätverk som ursprungligen kommer från Vårby söder om Stockholm.
Maynätverkets ledare Maykil Yokhanna var tidigare knuten till Vårby Young Gangsters redan 2008. Trots att de var en del av gruppen väckte det inte mycket uppmärksamhet hos myndigheterna. May-nätverket är indraget i en blodig konflikt med Vårbynätverket, främst på grund av en personlig rivalitet mellan Vårbynätverkets ledare Chihab Lamouri. Maykil Yokhanna utsattes för ett mordförsök 2020 av Vårbynätverket. Yokhanna var den ursprungliga måltavlan men klarade sig utan skador. Yokhannas vän och chaufför avled efter skottlossningen. 

## Mordet på Adriana
Den 2 augusti 2020 sköts 12-åriga Adriana ihjäl vid en bensinmack i Botkyrka kommun. De som sköt Adriana hade planerat att skjuta flera personer i ett rivaliserande kriminellt gäng, men istället träffades Adriana av två skott och dog. Den 26 april 2023 dömdes tre män till livstid fängelse för mordet. Alla de männen ska ha varit medlemmar i Maynätverket. De dömda är Maykil Yokhanna, Benjamin Mahdi och Hassan Mohammad. I december 2023 fastställde hovrätten tingsrättens dom och dömde Yokhanna till livstids fängelse.